# Dymitrów Duży
Dymitrów Duży is een plaats in het Poolse district  Tarnobrzeski, woiwodschap Subkarpaten. De plaats maakt deel uit van de gemeente Baranów Sandomierski en telt 345 inwoners.